# Wanze
Wanze (in vallone, Wanze) è un comune francofono della Provincia di Liegi, in Vallonia.

## Suddivisioni del comune
- Antheit : 4 135 abitanti / 714 ettari
- Bas-Oha : 1 644 abitanti / 701 ettari
- Huccorgne : 660 abitanti / 843 ettari
- Longpré : 264 abitanti / 110 ettari
- Moha : 1 634 abitanti / 551 ettari
- Vinalmont : 1 326 abitanti / 1069 ettari
- Wanze : 2 960 abitanti / 407 ettari